# Brnky
Brnky (pův. Brníky (Brnici), německy Bernek) jsou vesnice ležící ve Středočeském kraji, v okrese Praha-východ a spadá pod obec Zdiby, od které leží asi 1,5 km jihozápadním směrem. Nejvyšším bodem vesnice je kopec Klevetník (dříve Klebetník), který je vysoký 265 m.

## Historie
První písemná zmínka o Brnkách pochází z roku 1233. Tehdy je osada zmiňována jako majetek svatojiřského kláštera na Pražském hradě. Podle záznamu z roku 1406 odváděli zdejší osadníci poplatky Břevnovskému klášteru. Od počátku husitské revoluce spadala pod správu Starého Města pražského. Jeho majetkem zůstala vesnice až do roku 1547.
Po roce 1620 byly Brnky vypleněny a roku 1641 prodány. Od té doby vystřídaly několik majitelů.

## Zámek

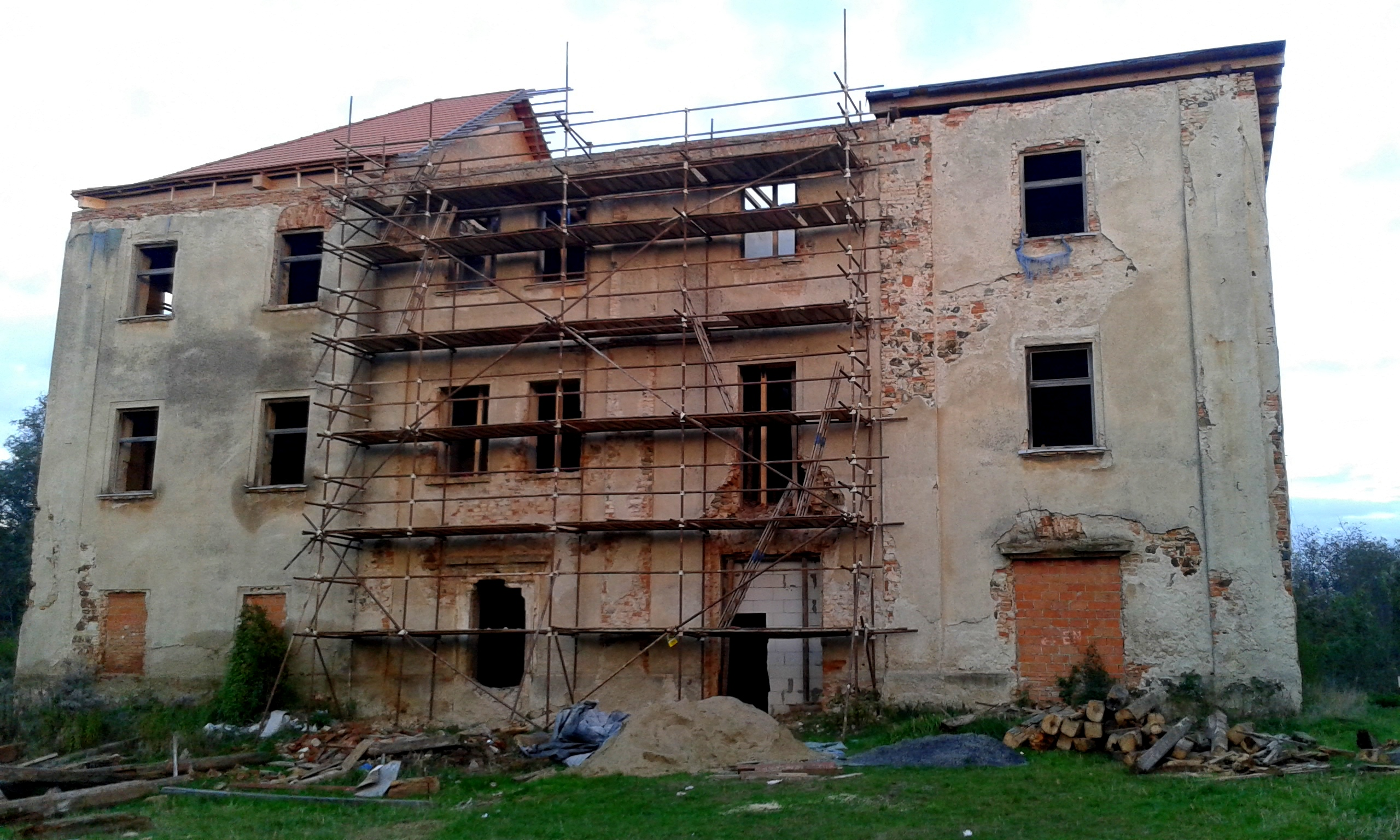
Zámek v Brnkách

Ve vsi Brnky se nachází zámek Brnky z roku 1662, který z někdejší tvrze nechal do současné podoby vystavět jezuitský řád se sídlem na Novém Městě pražském. Objekt byl obklopen poměrně rozsáhlým hospodářským zázemím (resp. dvorem, jenž zahrnoval mj. stodoly, kovárna, špýchar, byty pro zaměstnance), které s výjimkou nepatrných zbytků a stop zaniklo v druhé polovině 20. století. Současný majitel nechává zámek chátrat a zámek je v havarijním stavu a v roce 2008 se dokonce propadla střecha. Přilehlý park je zanedbaný, zarostlý náletovými dřevinami. V roce 2014 byla nutná část střechy opravená a kolem zámku je lešení. Později byly opravy zastaveny a v zimě 2017 byl zámek opět opuštěný a v důsledku poškozeného oplocení a proboření zazděných dveří a oken opět volně přístupný.

## Přírodní zajímavosti

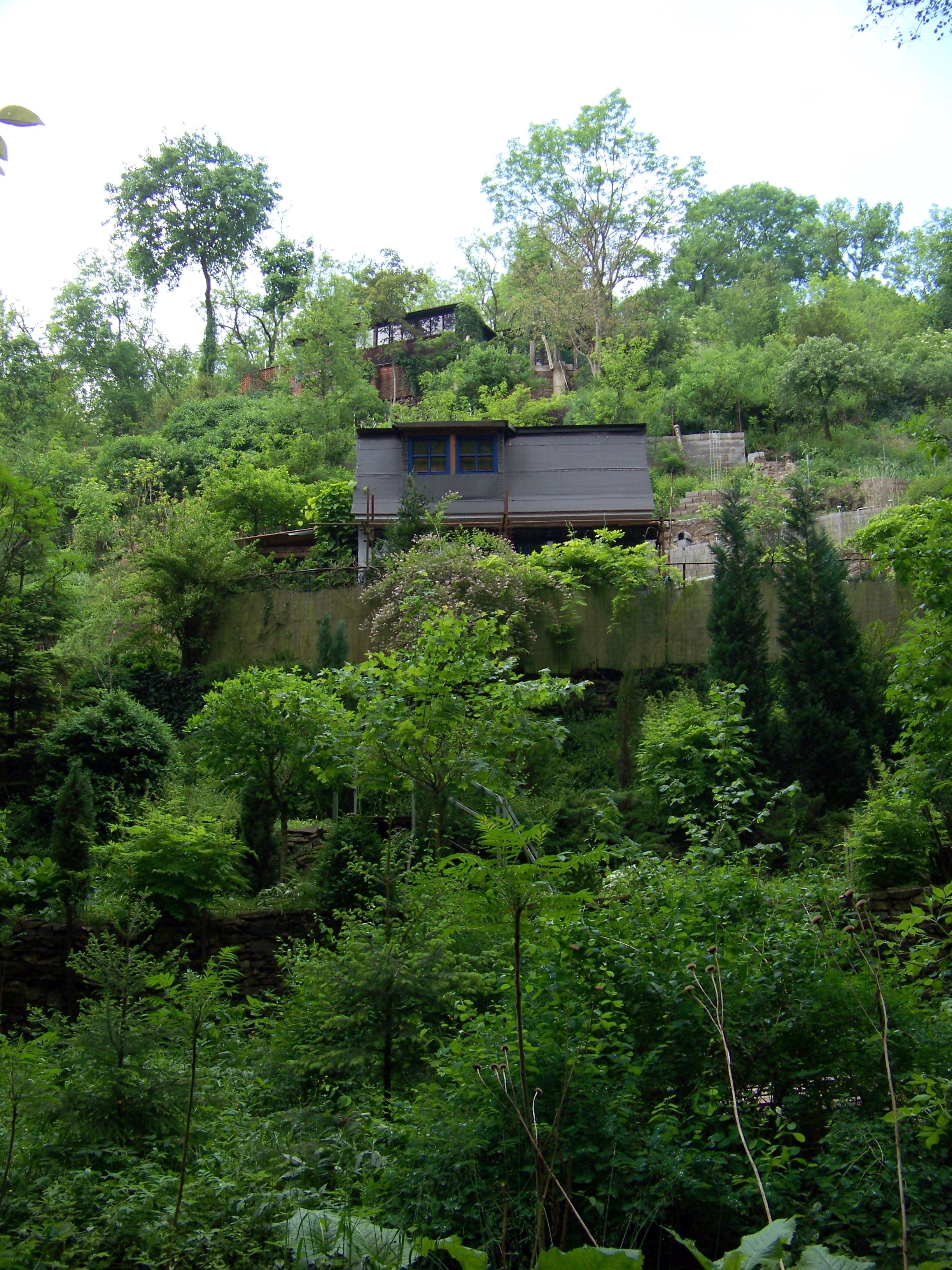
Rekreační domky v Draháňském údolí

- Přírodní památka Kaňon Vltavy u Sedlce (na svahu vltavského údolí pod osadou) se skalou Špička – součást rozsáhlejší stejnojmenné EVL
- Přírodní park Dolní Povltaví
- Drahanské údolí (též Drahaňské, Draháňské nebo Drahaň) – romantické údolí Drahanského potoka s Drahanským mlýnem, Prdlavou studánkou a chatovými osadami, součást přírodního parku Drahaň - Troja (větší část údolí leží již na území hlavního města Prahy – Bohnic, Čimic a Dolních Chaber)